# Anadara nux
Anadara nux is een tweekleppigensoort uit de familie van de Arcidae. De wetenschappelijke naam van de soort werd in 1833 voor het eerst geldig gepubliceerd door George Brettingham Sowerby I.